# アツィナナナの雨林

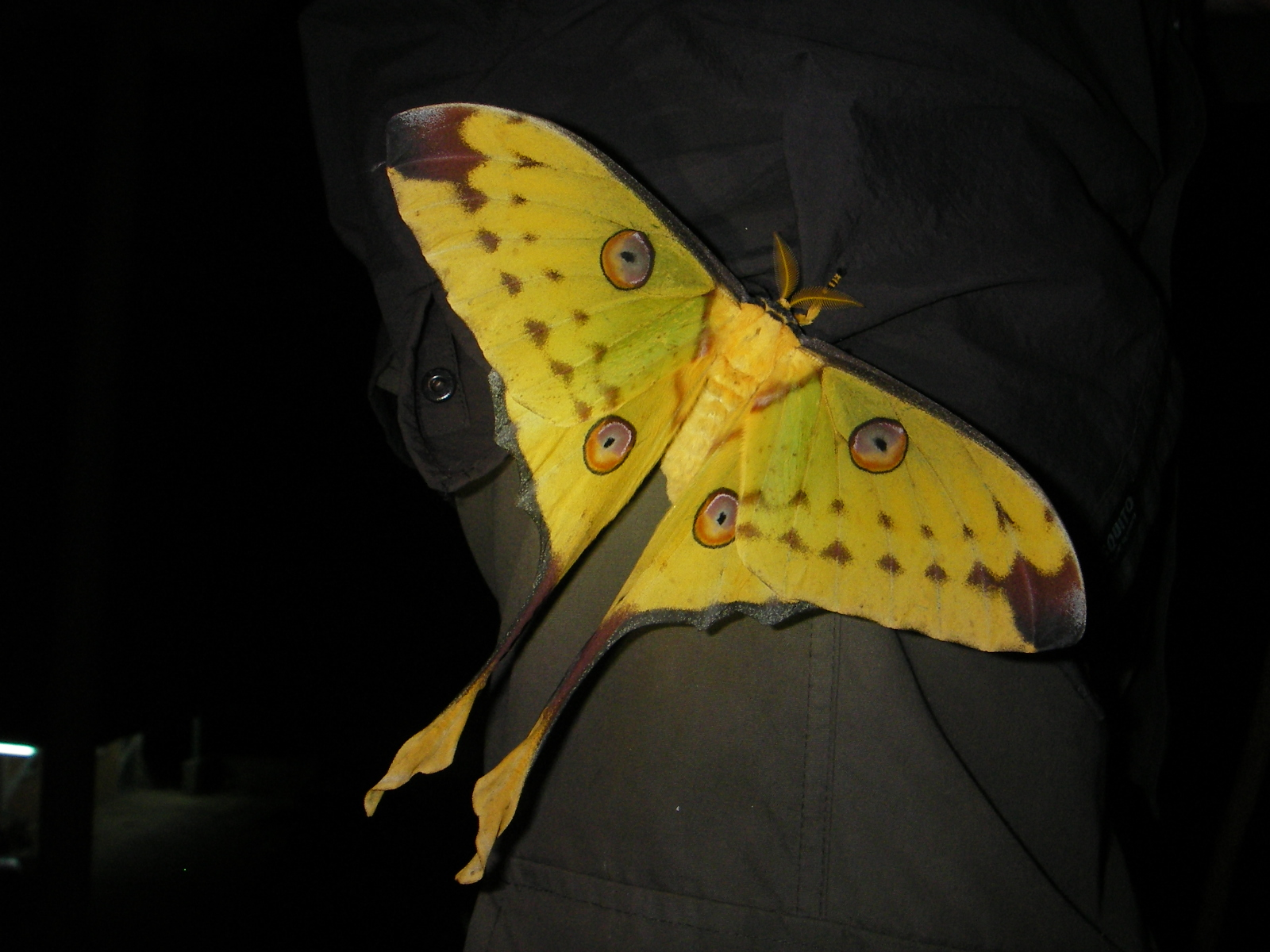
ラノマファナ国立公園に棲息するマダガスカルオナガヤママユ

アツィナナナの雨林は、マダガスカル島東部の6つの国立公園にまたがる森林である。この古い森林は、6000万年以上前に他の大陸と別れたこの島の地理上の歴史を物語ってくれるものといえる。2007年には、キツネザルなどの絶滅危惧種の生息や生物多様性が評価され、ユネスコの世界遺産に登録された。
長い間の隔絶により、マダガスカル島の固有種は非常に多く、約12,000種の固有種の植物が見られる。この雨林には霊長目の5つ科（特にキツネザル上科に属する全科）、齧歯目の7つの属、食肉目の6つの属および翼手目の数種の動物が生息しており、全てはマダガスカルの固有科・属・種である。IUCNのレッドリストに収録されている72種の絶滅危惧種を含む123種のマダガスカルの飛べない哺乳類のうち、78種はこの雨林に生息している。

## 国立公園
アツィナナナの雨林が存在する国立公園は以下の通りである。世界遺産登録に当たっては、以下の国立公園に含まれる13の地域が対象となった。マダガスカル東部での森林伐採により、元の森林はわずか8.5%が残っており、うち多くはこれらの国立公園により保護されている。
アンドハヘラ国立公園（Parc national d'Andohahela）
島の南東部にある国立公園で、面積は760.2 km2 である。鬱蒼と繁った熱帯雨林と、この島に典型的なトゲの多い森林からなっている。
アンドリンギトラ国立公園（Parc national d'Andringitra）
この国立公園も島の南東部にある。面積は 311.6 km2 で、高山地帯（最高峰は 2658 m）と深い渓谷で構成されている。このあたりの森林は「低緯度の熱帯林」と呼ばれており、トゲの多い森林、ラン科の植物、300種以上の維管束植物などが見られる。動物相についていえば、100種以上の鳥類、55種の両生類、13種のキツネザルなどが棲息している。
マロジェジ国立公園（Parc national de Marojejy）
マダガスカルでも屈指の美しさを持つ国立公園で、熱帯林、山地の木立、ヒースの木立などから成っている。60種以上の両生類と116種の哺乳類の生息が確認されている。
マソアラ国立公園（Parc national de Masoala）
面積は 2100 km2 である。砂浜沿いの国立公園で、中緯度帯の熱帯林を見ることができる。特筆すべきはその生物多様性で、島の生物種の半分が棲息している。その中には、キツネザル、オオハシモズ、サンゴ礁、クジラ、果食のコウモリなどが含まれ、稀少なマダガスカルヘビワシ（Eutriorchis astur）やアカチャアオバズク（フクロウ科）も棲息している。
ラノマファナ国立公園（Parc national de Ranomafana）
面積は 410 km2 で、島で最も有名で最重要の国立公園である。1986年にキンイロジェントルキツネザル（キンイロタケキツネザル）が発見されたことを踏まえて、1991年に国立公園が設定された。ラノマファナは20世紀末以降の国立公園の手本となる存在で、114種の鳥類や12種のキツネザルが棲息している。
ザハメナ国立公園（Parc national de Zahamena）
面積は 640 km2 で、13種のキツネザルが棲息している。

## 登録基準
この世界遺産は世界遺産登録基準のうち、以下の条件を満たし、登録された（以下の基準は世界遺産センター公表の登録基準からの翻訳、引用である）。
- (9) 陸上、淡水、沿岸および海洋生態系と動植物群集の進化と発達において進行しつつある重要な生態学的、生物学的プロセスを示す顕著な見本であるもの。
- (10) 生物多様性の本来的保全にとって、もっとも重要かつ意義深い自然生息地を含んでいるもの。これには科学上または保全上の観点から、すぐれて普遍的価値を持つ絶滅の恐れのある種の生息地などが含まれる。

## 危機遺産
違法な伐採や密猟を理由として、2010年に「危機にさらされている世界遺産」リスト（危機遺産リスト）に登録された。
その後、森林環境の回復や密猟数の減少により、2025年に危機遺産リストから除去された。